# Peñón de Alhucemas

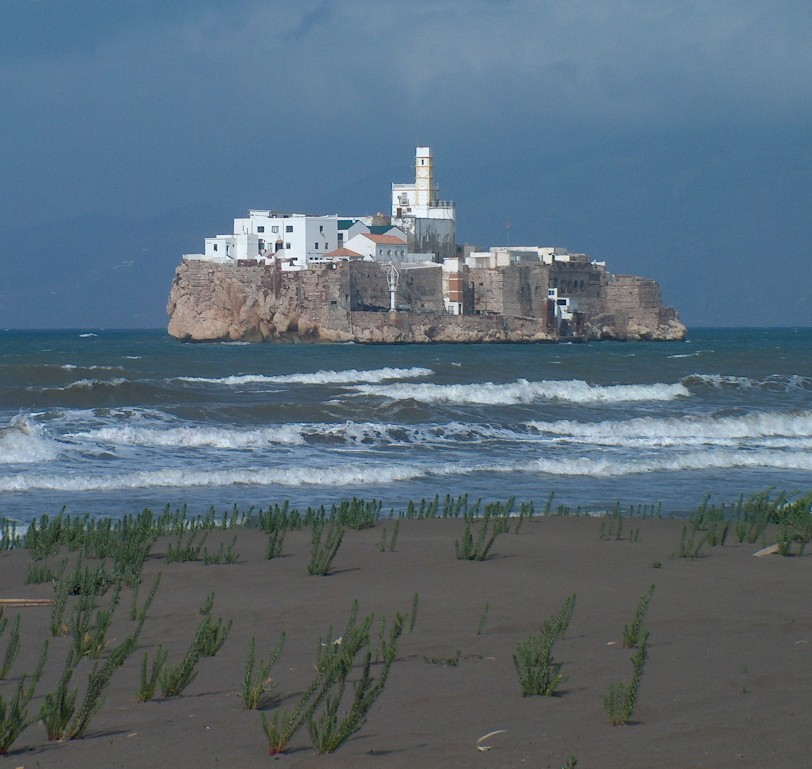
Peñón de Alhucemas, nhìn từ bờ biển Maroc

Peñón de Alhucemas là một trong những quần đảo (plazas de soberanía) của Tây Ban Nha, nằm ngoài khơi bờ biển Maroc. Đây cũng là một trong những pháo đài trên bờ biển Bắc Phi.